# Hessea pulcherrima
Hessea pulcherrima är en amaryllisväxtart som först beskrevs av D.Müll.-doblies och U.Müll.-doblies, och fick sitt nu gällande namn av Deirdré Anne Snijman. Hessea pulcherrima ingår i släktet Hessea och familjen amaryllisväxter. Inga underarter finns listade i Catalogue of Life.